# Zona Industriale (Naples)
La Zona Industriale est un quartier de Naples, en Italie, d'une superficie de 2,68 km2 et comptant un peu plus de 6 082 habitants. 
Il est bordé au sud de la baie de Naples, à l'ouest du quartier Mercato, au nord le quartier Poggioreale et à l'est du rione Barra et de San Giovanni a Teduccio. 